# Tramwaje w Aleksandrowie Łódzkim
Tramwaje w Aleksandrowie Łódzkim – zlikwidowany fragment komunikacji tramwajowej aglomeracji łódzkiej w mieście Aleksandrów Łódzki funkcjonujący od 25 lutego 1910 do 31 marca 1991 roku.

## Historia
25 lutego 1910 roku uruchomiono połączenie tramwajowe z Łodzi do Aleksandrowa Łódzkiego przez ulice Aleksandrowską i Romanów. Początkowo na trasie tej znajdowała się krańcówka z mijanką na ulicy koło rynku, a sieć trakcyjna była przystosowana do rolkowych odbieraków prądu, będąc zawieszona na wysięgnikach przymocowanych do drewnianych słupów, co wymuszało na obsłudze ręczne obracanie odbieraków zgodnie z kierunkiem jazdy. Dopiero od połowy lat 20. wymieniono pantografy na uniwersalne oraz słupy sieci trakcyjnej na metalowo-kratownicowe. W 1943 roku wybudowano nową krańcówkę na rynku przesuwając ją z ulicy. 1 stycznia 1956 roku obsługującej Aleksandrów Łódzki linii nadano numer 44. Od 9 sierpnia do 2 września 1974 roku przeprowadzono wymianę torowiska na placu Kościuszki. Wówczas na czas zamknięcia tramwaje wykonywały manewry na mijance przy ulicy Kraszewskiego.

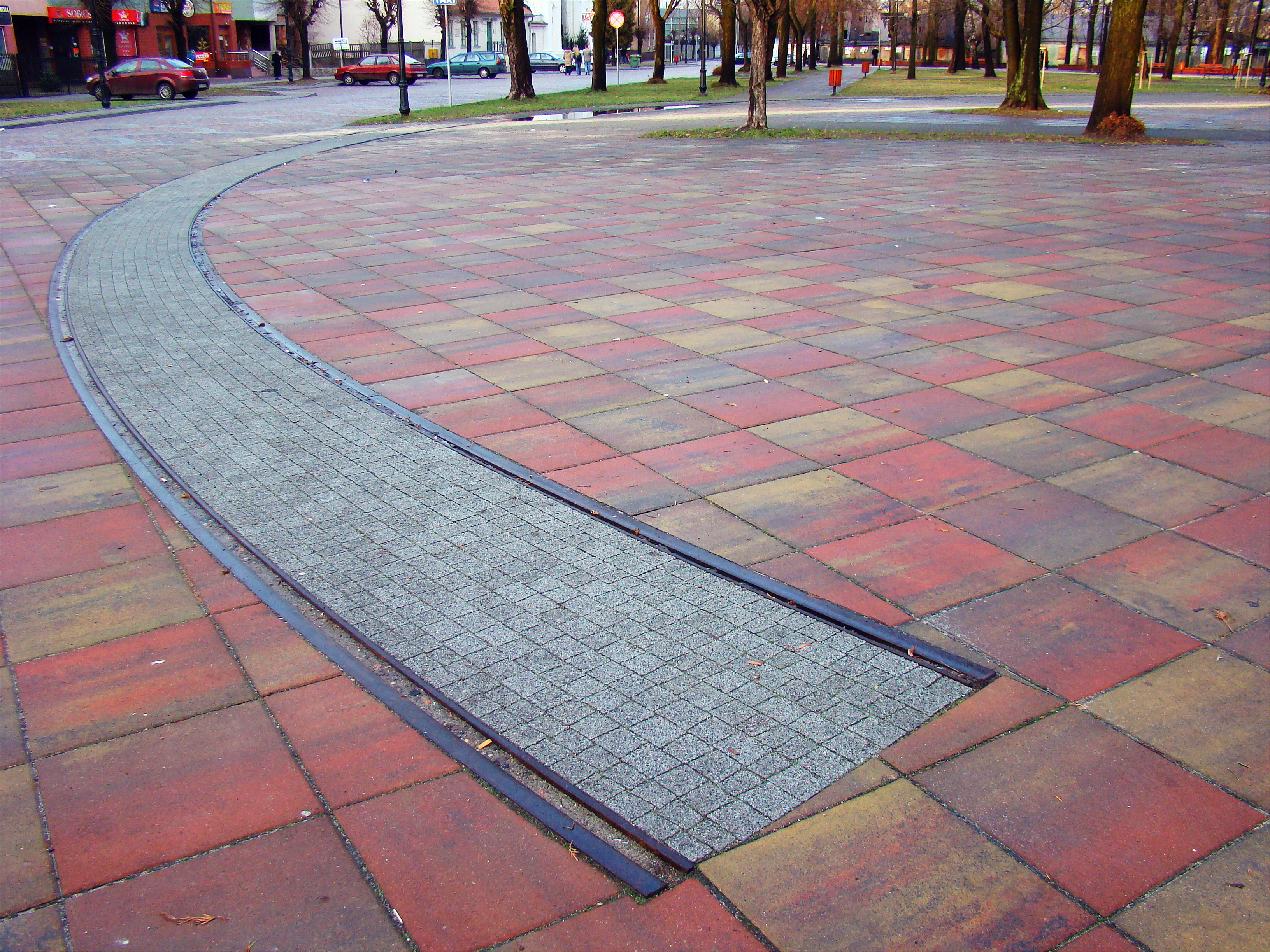
Pozostałości dawnego torowiska tramwajowego na pl. Tadeusza Kościuszki

1 sierpnia 1977 roku z połączeń do Aleksandrowa Łódzkiego zniknęły składy trójwagonowe oraz obsługa konduktorska. Latem 1981 roku rozpoczęto budowę pętli za mijanką na placu Kościuszki, którą oddano do użytku 21 lipca 1981 roku, co pozwoliło na uruchomienie tramwajów jednokierunkowych do Aleksandrowa Łódzkiego i zlikwidowanie etatu dla pracownika spinającego wagony.
31 marca 1991 roku odbyły się ostatnie przejazdy tramwajów do Aleksandrowa Łódzkiego. Następnego dnia linię 44 zawieszono, a 1 stycznia 1992 roku zlikwidowano. Tory wraz z infrastrukturą tramwajową rozebrano w 1995 roku.